# Granvin
Granvin est une ancienne kommune de Norvège. Elle est située dans le comté de Hordaland.